# Tomáš Vokoun
Tomáš Vokoun (ur. 2 lipca 1976 w Karlowych Warach) – czeski hokeista, reprezentant Czech, dwukrotny olimpijczyk.

## Kariera
- HC Baník Sokolov (1991-1992)
- HC Kladno (1993–1995)
- Wheeling Thunderbirds (1995–1996)
- Montreal Canadiens (1996)
- Fredericton Canadiens (1996–1998)
- Nashville Predators (1998–2004)
- Orli Znojmo (2004–2005)
- HIFK (2004–2005)
- Nashville Predators (2005–2007)
- Florida Panthers (2007–2011)
- Washington Capitals (2011–2012)
- Pittsburgh Penguins (2012–2013)
  -  Wilkes-Barre/Scranton Penguins (2013)

Wychowanek klubu HC Banik Sokolov. Od czerwca 2012 roku zawodnik Pittsburgh Penguins, związany dwuletnim kontraktem. W sezonie 2013/2014 rozegrał tylko dwa mecze w lidze AHL. W grudniu 2014 poinformował o zakończeniu kariery zawodniczej.
Uczestniczył w turniejach mistrzostw świata w 2003, 2004, 2005, 2010 oraz zimowych igrzysk olimpijskich w 2006, 2010.

## Sukcesy

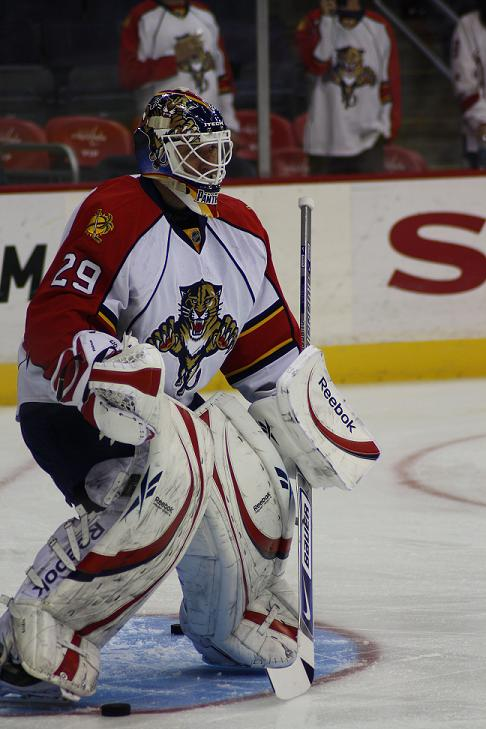
Tomáš Vokoun w barwach Florida Panthers (2009)

Reprezentacyjne
- Złoty medal mistrzostw świata: 2005, 2010
- Brązowy medal zimowych igrzysk olimpijskich: 2006

Klubowe
- Brązowy medal mistrzostw Czech: 1994 z HC Kladno

Indywidualne
- Mistrzostwa Europy juniorów do lat 18 w hokeju na lodzie 1994:
  - Skład gwiazd turnieju
  - Najlepszy bramkarz turnieju[3]
- NHL (2003/2004):
  - NHL All-Star Game
- Mistrzostwa Świata w Hokeju na Lodzie 2004:
  - Jeden z trzech zawodników reprezentacji
- Mistrzostwa Świata w Hokeju na Lodzie 2005:
  - Skład gwiazd turnieju
  - Najlepszy bramkarz turnieju
- NHL (2007/2008):
  - NHL All-Star Game
- Mistrzostwa Świata w Hokeju na Lodzie 2010/Elita:
  - Jeden z trzech zawodników reprezentacji

Wyróżnienia
- Złoty Kij: 2010